# Pornfilmfestival Berlin
Das Pornfilmfestival Berlin ist ein von Jürgen Brüning 2006 ins Leben gerufenes Filmfestival für erotischen und pornografischen Film. Brünings Anspruch war und ist dabei, das Genre künstlerisch, gesellschaftlich sowie philosophisch neu zu deuten und zu interpretieren. Im Jahr 2006 fand in Berlin das 1. Pornfilmfestival statt; es war weltweit das erste seiner Art und hat inzwischen mehrere Nachfolgefestivals und Ableger nach sich gezogen.

## Das Festival 2006
Das erste Pornfilmfestival Berlin 2006 hatte den thematischen Schwerpunkt Holland und zeigte in Zusammenarbeit mit dem Netherland Film Festival sowie unterstützt vom Filmmuseum Niederlande und der holländischen Filmwerbung Pornofilme aus den frühen 1970er Jahren. Damals begannen die Niederländer als Pioniere des Genres, die ersten Erotik- und Pornofilme zu drehen.
Unter den niederländischen Festivalbeiträgen waren unter anderem Werke von Paul Verhoeven (vertreten mit dem Film Türkische Früchte), Shawn Ian Kerkoff (mit dem Film Shabana Elogy) und Cyrus Frisch. Weitere internationale Beiträge waren Filme aus Dänemark (wie Werke von Lars von Trier unter Danish Dogma), aus Singapur und den Philippinen (deren Filmemacher, trotz des unverhohlenen Sextourismus in diesen Ländern, lange Haftstrafen wegen Pornografie zu fürchten haben) und aus Japan (wo Filmemacher mit der besonderen Problematik umgehen müssen, dass dort keine Geschlechtsteile gezeigt werden dürfen). Ein eigenes Unter-Festival, das speziell von Frauen gestaltete Cum2Cut, widmete sich ausschließlich Porno-Kurzfilmen, die während der Festivalzeit von interessierten Gruppen selbst gedreht und mit gesonderten Preisen bedacht wurden.
Kinovorführungen fanden statt im Kino Arsenal 1 und 2, SchwuZ, Kino Brotfabrik, Kant Kino 1–5, Xenon Kino, Platz der Freunde der Deutschen Kinemathek, Veranstaltungen im Insomnia Nightclub, Galerie Tristesse Deluxe mit Konzert von Otto von Schirach, Berliner Volksbühne, KitKatClub, Freizeitheim, Festsaal Kreuzberg und in den Büroräumen des Pornfilmfestivals Hauptstraße 26 in Berlin-Schöneberg.

### Der Wettbewerb
2006 wurden vier Jury-Regiepreise (Jury Director’s Awards) an nationale und internationale heterosexuelle, schwule und lesbische und speziell kurze Filme verliehen. Die Genres umfassten Dokumentationen, Science Fiction, Horror, Drama, Krimi, Liebesfilme, Arthouse oder klassischen Pornofilm. Arbeiten aus fast 30 Ländern wurden eingereicht.

### Begleitprogramm
Neben den Filmvorführungen fanden in ganz Berlin Vorträge, Workshops und Performances zum Thema Porno statt, die sich außer der heterosexuellen Pornografie auch mit schwuler, lesbischer und transsexueller Pornografie beschäftigten. Im Rahmenprogramm kamen auch Aktivisten aus Prostitution, BDSM und Sex und Gender zu Wort. Die Workshops wurden unter anderem geleitet von dem BDSM-Experten, Autor und Verleger Matthias T. J. Grimme und der Gender-Expertin Manuela Kay. Stargast 2006 war Annie Sprinkle.
Begleitend fand das Symposium Postpornpolitics in der Berliner Volksbühne statt. Über die Postpornpolitics wurde unter anderem auch in dem TV-Magazin Aspekte berichtet:

„Wie sich das so anhört, wurde in der Berliner Volksbühne diskutiert. Beim ‚Post Porn Politics-Symposium‘ rangen Wissenschaftler, Künstler und Porno-Theoretiker um einen neuen, einen alternativen Porno. Der soll sich abheben von den üblichen Filmchen einer Milliardenindustrie, die Frauen zu allzeit willigen Erfüllungsgehilfen männlicher Lüste degradiert“

In der Galerie Tristesse Deluxe erfolgte eine begleitende Foto-Ausstellung mit Werken von nationalen und internationalen Künstlern, wie Andreas Fux aus Berlin, Bruce LaBruce aus Toronto, Nan Goldin und Richard Kern aus New York City sowie Henning von Berg aus Berlin/Los Angeles.

### Ziele und Resonanz
Der Fokus des ersten PornFilmFestivals war auf Filmemacher gerichtet, die die Grenze zwischen Kunst und Sex verwischen und dem Porno eine neue Wertung geben, beispielsweise Maria Beatty und Todd Verow, deren Arbeit gesondert in einer Retrospektive gewürdigt wurde. Auffällig war bereits beim ersten Festival, dass viele Frauen als Filmemacherinnen auftraten. Dies war so gewünscht, um mit dem Klischee zu brechen, dass hochwertiger Porno alleine eine Domäne des Mannes sei. Die taz schrieb dazu:

„Die neue Qualität besteht darin, dass bei der Speerspitze der Produktionen nicht mehr der Körper, sondern vielmehr die Seele der Darstellerin im Mittelpunkt steht.“

Das ursprünglich auf nur vier Tage geplante Festival 2006 wurde wegen seines Erfolges auf fünf Tage ausgedehnt. Insgesamt 7000 Besucher erschienen, 122 Fachbesucher waren akkreditiert. Über das Event berichteten zahlreiche Tages- und Onlinezeitungen und TV-Sendungen. Internationale Pressestimmen kamen u. a. von Svenska Dagbladet, Schweden, Ninja Magazin, Frankreich, Queer Magazin Nr. 80, Italien, week, Schweiz, AVN-Magazin und X-Biz 14. Oktober 2006, USA, Melonfarmers Großbritannien, 18. Oktober 2006, Radiobeitrag: WUK Radio auf Orange 94.0 FM Österreich am 20. November 2006 von 16:30 bis 17:00 Uhr.
Das PFFB hat eine Reihe an Neugründungen von Festivals des erotischen Films nach sich gezogen. Diese sind eigenständig und agieren autonom, inhaltliche Ausrichtungen unterscheiden sich oft stark. Beispiele sind der 2009 erstmals verliehene PorYes-Award, das 2018 erstmals ausgerichtete Porn Film Festival Vienna oder das PornFilmFestival London 2017, welches sich explizit auch auf die Definition des PFFB von Pornografie als Kunstform beruft.

### Touren und internationale Präsenz
Teile des Programms des PFFB wurden 2006 auf dem Mixbrasil-Festival gezeigt, aber auch in São Paulo in Brasilien, auf dem Schwullesbischen Filmfestival Paris, beim Pornfilmfestival Athen im Rahmen des Schwullesbischen Filmfestivals Athen, bei den Rencontres de l'Audiovisuelles 2007 in Lille. Im Rahmen des Schwullesbischen Filmfestivals Tel Aviv (im Juni 2007 in Israel) wurden auch Filme präsentiert.

## Folgeveranstaltungen
Das PornFilmFestival findet jährlich im Oktober statt. Seit 2009 ist das Kino Moviemento in Berlin-Kreuzberg Ausrichtungsort. Seit 2018 sind auch Kunstausstellungen regelmäßig Teil des Festivalprogramms. Mit der Vorführung von etwa 30 Lang- sowie 100 Kurzfilmen erreicht es jährlich ein Publikum um 8.000 Personen.
Das 8. PornFilmFestival Berlin 2013 wurde in den Porn Studies besprochen, erneut wurde die Vielfalt der gezeigten Genres wie auch des Publikums anerkannt. Im Review wurde der Anspruch präzisiert, Frauen als Filmemacherinnen angemessen zu repräsentieren: das Festival verpflichte sich zu einem Anteil von mindestens 40 % der Produktionen, die von Frauen stammen. Inhaltlich hervorgehoben wurden der Opener des Festivals, eine Dokumentation der Produktion von BDSM-Videos durch kink.com und der preisgekrönten Erika Lust-Produktion Cabaret Desire.

Das 13. PornFilmFestival Berlin 2018 war erneut Thema in den Porn Studies. Esther Moreno Morillas konstatierte eine große Vielfalt einerseits der gezeigten Sexualpraktiken, die auf weibliche Lust fokussierten, weiter die filmkünstlerischen Elemente, die – untypisch für den Mainstream des Genres – in den gezeigten Filmen häufig und vielfältig eingesetzt wurden. Sie beobachtete sehr positive Reaktionen des Publikums auf solche Elemente, andererseits zogen Filme Spott und Ablehnung auf sich, die als „Mainstream“ wahrgenommen wurden, da sie Stereotype bedienten (z. B. konventionellen, ungeschützten heterosexuellen Sex von Personen, die den gängigen ästhetischen Normen entsprachen). Das Festival selbst biete

“...a space for queer communities to view and discuss sexual representations and their impacts on sexuality, where alliances can be woven and where the possibility of artistic growth is offered. For the audience it offers a physical space where they can meet artists, enjoy leisure related to pornography, debate with people attending the festival and rethink current sex education and the important role of pornography in it.”

„...einen Raum für queere Gemeinschaften, um ihre sexuelle Repräsentation und deren Wirkung auf die Sexualität zu betrachten und diskutieren, wo Allianzen geknüpft werden können und die Möglichkeit zur künstlerischen Entfaltung geboten wird. Dem Publikum bietet es einen konkreten Ort, an dem Künstlern begegnet wird, ungezwungen Pornografie genossen werden kann, mit anderen Besuchern debattiert und die heutige sexuelle Bildung und die Rolle der Pornografie in i neu gedacht werden kann.“

Als das Kino Moviemento 2019 in finanzielle Probleme geriet, wurde unter anderem vom PornFilmFestival zu einem Fundraising aufgerufen mit dem Ziel, den Veranstaltungsort zu retten. Bei angepeilten 100.000 Euro Bedarf wurden über 130.000 Euro gesammelt, die Rettung der Location verzögerte sich durch die Covid-Pandemie bis Anfang 2024, als das Kino schließlich erfolgreich übernommen werden konnte.
Das 15. PornFilmFestival Berlin 2020 fand angesichts der Covid-Pandemie unter Pandemiebestimmungen statt. Da die Hygiene- und Abstandsregeln in den Veranstaltungskinos die mögliche Besucherzahl stark reduzierten, wurden erstmals Teile des Programms im Online-Streaming verfügbar gemacht. Die Pandemie war weiterhin Anlass zu einer sieben Filme der 80er und 90er umfassenden Retrospektive zum Thema „A Virus Knows No Morals – The AIDS Era in Cinema“. Das Event wurde im Juni 2021 mit der „Auszeichnung Faires Festival“ des FairFestivalAwards von ver.di geehrt. Die Auszeichnung wird anhand der Bewertung von Festivalbeschäftigten vergeben, die das Festival in den Kategorien Vertrag, Arbeitsbedingungen, Kommunikation, Führung, Arbeitsklima, Mitbestimmung, Chancengleichheit, Gleichbehandlung und Entlohnung für die gebotene Fairness bewerten.
Dem Programm des 18. PFFB attestiert Nicola Döring, mit den tradierten Darstellungsmustern von Sexualität zu brechen, gezeigt werden Filme mit „kritischen, künstlerischen, pädagogischen, politischen und ethischen Ambitionen“. Auch Döring hebt die Vielfalt der gezeigten Filme hervor, die von Gewaltpornografie über Kurzfilme zu experimenteller Sexualität bis zu anspruchsvollen und politischen Dokumentationen über Onlineporn-Karrieren in Russland reichen. Die regelmäßige Anwesenheit der Filmschaffenden führe zu aufschlussreichen Anschlussdiskussionen, in denen auch Produktionsbedingungen, Bezahlung und vertraglich vereinbarte Leistungen der Darstellenden bis hin zum Vorhandensein veganer Optionen „bei Food-Sex-Szenen mit Sahnetörtchen“ thematisiert werden.